# 兴隆街道 (开封市)
兴隆街道，是中华人民共和国河南省開封市祥符区下辖的一个乡镇级行政单位。原为兴隆乡，2024年11月撤乡设镇。

## 行政区划
兴隆街道下辖以下地区：
兴隆村、蒋洼村、邵砦村、大牛砦村、一帖王村、兴隆魏砦村、李大河村、石牛村、双庙村、程砦村、兴隆杨砦村、卜店村、白石岗村、胡岗村、太平村、兴隆翟砦村和张楼村。